# Küdinghoven
Küdinghoven (Bönnsch: Külekovve) ist ein Ortsteil der Bundesstadt Bonn im Stadtbezirk Beuel. Der bebaute Teil gehört zum statistischen Bezirk Li-Kü-Ra; außerdem umfasst Küdinghoven einen Teil des Ennerts.

## Lage
Die bebaute Ortslage von Küdinghoven liegt südwestlich der Bundesautobahn 59 und rechtsrheinisch am Fuße des als Naturschutzgebiet ausgewiesenen Ennerts. Der Stadtteil ist der faktische Mittelpunkt von LiKüRa (ein Zusammenschluss der Dörfer Limperich, Küdinghoven und Ramersdorf). Der Ortskern ist geprägt von kleinteiliger Baustruktur mit Wohngebäuden, die südliche Wohnbebauung ist mit der von Limperich an einigen Stellen zusammengewachsen. Im Norden ist eine gewerbliche Struktur vorhanden.

## Geschichte
Im Mittelalter war Küdinghoven ein zentraler Kirchort. Mit den Honschaften Ramersdorf, Limperich, Ober- und Niederholtorf, Beuel und zur Hälfte auch Bechlinghoven war es ein eigener Verwaltungsbezirk und gehörte als „Herrschaft Küdinghoven“ bis ins 13. Jahrhundert zur Grafschaft Sayn. 1248 kam die „Herrschaft Küdinghoven“ durch weibliche Erbfolge an Heinrich I. von Sponheim, Herr von Heinsberg, dessen zweiter Sohn, Johann I., 1269 den Namen „von Löwenberg“ annahm. Seit dieser Zeit unterstand Küdinghoven der „Herrschaft Löwenberg“.
In dem mittelalterlichen Schöffensiegel von Küdinghoven spiegelt sich die Bedeutung des Ortes als Kirchspiel, Hochgericht und Herrschaft. Ein damals als Schutzpatron verehrter thebäischer Märtyrer – „vermutlich ihr Anführer“ Mauritius – steht in Gestalt eines Ritters mit Fahnenlanze in dem gotisch gerahmten Mittelfeld des Siegels. Mit der Linken stützt er sich auf den geschachten Schild der Herren von Sponheim-Löwenberg, der andere Schild trägt das Wappen der Herren von Heinsberg.
Nach einer kurzen Zwischenherrschaft der Grafschaft Nassau-Saarbrücken (1451–1469) fiel die „Herrschaft Küdinghoven“ für über 300 Jahre an das Herzogtum Jülich-Berg. Küdinghoven war in dieser Zeit innerhalb des „Gerichtes“ Dollendorf ein „Untergericht“. Das letzte bekannte Gerichts-, sprich Verwaltungsgebäude lag auf der ‚Streff‘ (Nähe Streffenweg), während der letzte bekannte Verwaltungsleiter, ‚Richter‘ genannt, in Ramersdorf wohnte (sog. Richterhaus im Klosterterrain); Lindenstraße und Gerichtsweg verbanden beide Plätze miteinander.
Am 18. Dezember 1808 wurden unter Napoleon die beiden Kirchspiele Küdinghoven und Vilich zur Munizipalität Vilich zusammengeführt, die auch bestehen blieb, als das Rheinland 1815 preußisch wurde. 1843–45 wurde die neue Kirche St. Gallus errichtet. Aus der Munizipalität Vilich ging schließlich die Gemeinde Beuel hervor, die 1952 Stadtrechte erhielt. Am 1. August 1969 wurde Küdinghoven mit Beuel von Bonn eingemeindet.

### Einwohnerentwicklung
| Jahr | Einwohner |
| ---- | --------- |
| 1816 | 248       |
| 1843 | 379       |
| 1871 | 514       |
| 1905 | 1.136     |
| 1961 | 1.650     |

## Baudenkmale und Sehenswürdigkeiten

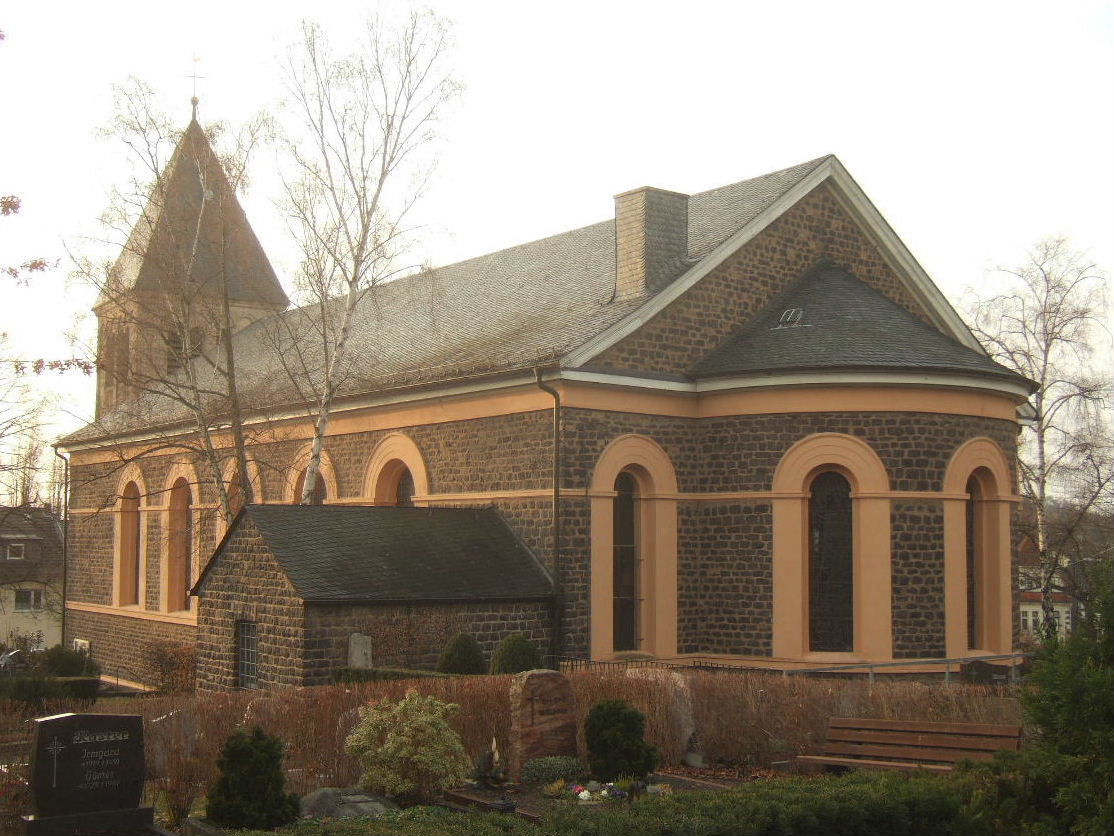
St. Gallus (2011)

Ortsbildprägend ist die in ihren Grundstrukturen romanische Kirche St. Gallus.

## Sport und Brauchtum
Für die Erhaltung der Tradition setzen sich verschiedene Vereine ein. Dazu gehört der Junggesellenverein Concordia Küdinghoven von 1848, der jedes Jahr aktiv im Dorf wirkt und durch die Maisaison (Maifest) und eine Eierkrone bekannt ist. Der Schützenverein St.-Sebastianus-Schützenbruderschaft Küdinghoven e. V. besteht seit 1333.
Zum Karneval findet ein sonntäglicher Karnevalsumzug statt, der LiKüRa-Zug. Die LiKüRa-Prinzessin steht zur Karnevalssession als „Ihre Lieblichkeit“ im Mittelpunkt.
Sportlich wird Küdinghoven durch die Spielvereinigung Ennert-Küdinghoven e. V., bestehend seit 1911, in verschiedenen Sportarten (Fußball, Handball, Tischtennis, Volleyball) vertreten. Der Bürgerverein Küdinghoven setzt sich als Sprachrohr für die Belange der Küdinghovener in Politik und Verwaltung ein.

## Persönlichkeiten
- Leo Breuer (* 21. September 1893 in Bonn; † 14. März 1975 in Küdinghoven) war ein deutscher Maler und Zeichner
- Franz Elbern (* 1. November 1910 in Lüttich; † 23. Februar 2002 in Küdinghoven), Fußballspieler (SV Beuel 06 und Nationalmannschaft)
- Natalie Horler (* 23. September 1981 in Bonn), Sängerin der Musikgruppe Cascada, wuchs in Küdinghoven auf[8]